# ロッカヴィヴァーラ
ロッカヴィヴァーラ（イタリア語: Roccavivara）は、イタリア共和国モリーゼ州カンポバッソ県にある、人口約800人の基礎自治体（コムーネ）。

## 地理

### 位置・広がり

#### 隣接コムーネ
隣接するコムーネは以下の通り。括弧内のCHはキエーティ県所属を示す。
- カステルグイドーネ (CH)
- カステルマウロ
- チェレンツァ・スル・トリーニョ (CH)
- モンテファルコーネ・ネル・サンニオ
- サン・ジョヴァンニ・リピオーニ (CH)
- トリヴェント